# Tinamú de la Patagònia
El tinamú de la Patagònia (Tinamotis ingoufi) és una espècie d'ocell de la família dels tinàmids (Tinamidae) que viu a praderies i estepes de l'extrem sud continental d'Amèrica del sud, a Xile i l'Argentina.